# P.W Babies Paperback
『P.W Babies Paperback』（ポスト・ウォー・ベィビーズ・ペーパーバック）は、ムーンライダーズの3年半ぶり、19枚目のオリジナル・アルバム。2005年5月11日発売。

## 解説
デビュー以来、ムーンライダーズのアルバムは一貫してメジャーレーベルから発売されていたが、本作は2004年に設立された自主レーベルMoonriders Recordsからの発売となり、初のアルバムである。

## 曲名リスト
1. Waltz for Postwar.B
  - 作曲:岡田徹
2. Wet Dreamland
  - 作詞・作曲:鈴木慶一
  - 鈴木慶一の弁によれば「夢精の歌」。
  - コーラスにアノインティッド・マス・クワイヤー[1]が参加。
3. スペースエイジのバラッド
  - 作詞:鈴木慶一・長江優子　作曲:岡田徹
  - 岡田徹の声を変調し女性ボーカルとして用いている。
  - ドコモダケのうたと同様の手法。
  - 鈴木慶一・博文の父、鈴木昭生がナレーションとして参加。『未知の世界』からの引用である。
4. ヤッホーヤッホーナンマイダ
  - 作詞:坂田明　作曲:白井良明
5. 銅線の男
  - 作詞・作曲:鈴木博文
6. Bitter Rose
  - 作詞:覚和歌子　作曲:岡田徹
7. さすらう青春
  - 作詞・作曲:かしぶち哲郎
8. 夢ギドラ85
  - 作詞・作曲:白井良明
9. 親愛なるBlack Tie族様、善良なる半魚人より
  - 作詞・作曲:鈴木慶一
10. 真実の犬
  - 作詞:鈴木博文・武川雅寛　作曲:武川雅寛
11. ばら線の庭
  - 作詞・作曲:鈴木博文
12. ひとは人間について語る
  - 作詞・作曲:かしぶち哲郎
  - 「Wet Dreamland」に続き、コーラスにアノインティッド・マス・クワイヤー[1]が参加。
  - ゴスペルの手法が用いられている。
13. 地下道Busker's Waltz
  - 作詞・作曲:武川雅寛
14. Waltzing
  - 作詞:鈴木慶一　作曲:岡田徹